# A Night at the Opera Tour
Tournées par Queen
Sheer Heart Attack Tour 
 (1974-75) A Day at the Races Tour 
 (1977)
A Night at the Opera Tour est une tournée du groupe britannique Queen organisée en 1975 et 1976 en promotion de l'album A Night at the Opera. Elle compte 78 concerts donnés au total,.

## Dates de la tournée
| Date                          | Ville                  | Pays           | Lieu                                 |
| Europe                        | Europe                 | Europe         | Europe                               |
| ----------------------------- | ---------------------- | -------------- | ------------------------------------ |
| 14 novembre 1975              | Liverpool              | Angleterre     | Liverpool Empire Theatre             |
| 15 novembre 1975              | Liverpool              | Angleterre     | Liverpool Empire Theatre             |
| 16 novembre 1975              | Coventry               | Angleterre     | Coventry Theatre                     |
| 17 novembre 1975              | Bristol                | Angleterre     | Colston Hall                         |
| 18 novembre 1975              | Bristol                | Angleterre     | Colston Hall                         |
| 19 novembre 1975              | Cardiff                | Pays de Galles | Capitol Theatre                      |
| 21 novembre 1975              | Taunton                | Angleterre     | Odeon Theatre                        |
| 23 novembre 1975              | Bournemouth            | Angleterre     | Winter Gardens                       |
| 24 novembre 1975              | Southampton            | Angleterre     | Gaumont Theatre                      |
| 26 novembre 1975 (2 concerts) | Manchester             | Angleterre     | Free Trade Hall                      |
| 29 novembre 1975              | Londres                | Angleterre     | Hammersmith Odeon                    |
| 30 novembre 1975              | Londres                | Angleterre     | Hammersmith Odeon                    |
| 1er décembre 1975             | Londres                | Angleterre     | Hammersmith Odeon                    |
| 2 décembre 1975               | Londres                | Angleterre     | Hammersmith Odeon                    |
| 3 décembre 1975               | Londres                | Angleterre     | Hammersmith Odeon                    |
| 7 décembre 1975               | Wolverhampton          | Angleterre     | Wolverhampton Civic Hall             |
| 8 décembre 1975               | Preston                | Angleterre     | Preston Guild Hall                   |
| 9 décembre 1975               | Birmingham             | Angleterre     | Odeon Theatre                        |
| 10 décembre 1975              | Birmingham             | Angleterre     | Odeon Theatre                        |
| 11 décembre 1975              | Newcastle              | Angleterre     | Newcastle City Hall                  |
| 13 décembre 1975              | Dundee                 | Écosse         | Caird Hall                           |
| 14 décembre 1975              | Aberdeen               | Écosse         | Capitol Theatre                      |
| 15 décembre 1975              | Glasgow                | Écosse         | The Apollo                           |
| 16 décembre 1975              | Glasgow                | Écosse         | The Apollo                           |
| 24 décembre 1975              | Londres                | Angleterre     | Hammersmith Odeon                    |
| Amérique du Nord              |                        |                |                                      |
| 27 janvier 1976               | Waterbury              | États-Unis     | Palace Theatre                       |
| 29 janvier 1976               | Boston                 | États-Unis     | Music Hall                           |
| 30 janvier 1976               | Boston                 | États-Unis     | Music Hall                           |
| 31 janvier 1976               | Philadelphie           | États-Unis     | Tower Theater                        |
| 1er février 1976              | Philadelphie           | États-Unis     | Tower Theater                        |
| 2 février 1976                | Philadelphie           | États-Unis     | Tower Theater                        |
| 5 février 1976                | New York               | États-Unis     | Beacon Theatre                       |
| 6 février 1976                | New York               | États-Unis     | Beacon Theatre                       |
| 7 février 1976                | New York               | États-Unis     | Beacon Theatre                       |
| 8 février 1976                | New York               | États-Unis     | Beacon Theatre                       |
| 11 février 1976               | Détroit                | États-Unis     | Masonic Auditorium                   |
| 12 février 1976               | Détroit                | États-Unis     | Masonic Auditorium                   |
| 13 février 1976               | Cincinnati             | États-Unis     | Riverfront Coliseum                  |
| 14 février 1976               | Cleveland              | États-Unis     | Music Hall                           |
| 15 février 1976               | Toledo                 | États-Unis     | Toledo Sports Arena                  |
| 18 février 1976               | Saginaw                | États-Unis     | Saginaw Civic Center                 |
| 19 février 1976               | Columbus               | États-Unis     | Veterans Memorial Auditorium         |
| 20 février 1976               | Pittsburgh             | États-Unis     | Stanley Theater                      |
| 22 février 1976               | Chicago                | États-Unis     | Auditorium Theatre                   |
| 23 février 1976               | Chicago                | États-Unis     | Auditorium Theatre                   |
| 24 février 1976               | Chicago                | États-Unis     | Auditorium Theatre                   |
| 26 février 1976               | Saint-Louis            | États-Unis     | Convention Hall                      |
| 27 février 1976               | Indianapolis           | États-Unis     | Indiana Convention Exposition Center |
| 28 février 1976               | Madison                | États-Unis     | Dane County Memorial Coliseum        |
| 29 février 1976               | Fort Wayne             | États-Unis     | War Memorial Coliseum                |
| 2 mars 1976                   | Milwaukee              | États-Unis     | Milwaukee Auditorium                 |
| 3 mars 1976                   | Minneapolis-Saint Paul | États-Unis     | St. Paul Civic Center Auditorium     |
| 7 mars 1976                   | Berkeley               | États-Unis     | Berkeley Community Theatre           |
| 9 mars 1976 (2 concerts)      | Los Angeles            | États-Unis     | Santa Monica Civic Auditorium        |
| 10 mars 1976                  | Los Angeles            | États-Unis     | Santa Monica Civic Auditorium        |
| 11 mars 1976                  | Los Angeles            | États-Unis     | Santa Monica Civic Auditorium        |
| 12 mars 1976                  | San Diego              | États-Unis     | San Diego Sports Arena               |
| Asie                          |                        |                |                                      |
| 22 mars 1976                  | Tokyo                  | Japon          | Nippon Budokan                       |
| 23 mars 1976                  | Nagoya                 | Japon          | Aichi Prefectural Gymnasium          |
| 24 mars 1976                  | Himeji                 | Japon          | Himeji Kōsei Nenkin Kaikan           |
| 26 mars 1976 (2 concerts)     | Fukuoka                | Japon          | Fukuoka Kyuden Kinen Gymnasium       |
| 29 mars 1976 (2 concerts)     | Osaka                  | Japon          | Osaka Kōsei Nenkin Kaikan            |
| 31 mars 1976                  | Tokyo                  | Japon          | Nippon Budokan                       |
| 1er avril 1976                | Tokyo                  | Japon          | Nippon Budokan                       |
| 2 avril 1976                  | Sendai                 | Japon          | Miyagi Prefectural Sport Center      |
| 4 avril 1976                  | Tokyo                  | Japon          | Nichidai Kodo                        |
| Australie                     |                        |                |                                      |
| 11 avril 1976                 | Perth                  | Australie      | Perth Entertainment Centre           |
| 14 avril 1976                 | Adélaïde               | Australie      | Apollo Stadium                       |
| 15 avril 1976                 | Adélaïde               | Australie      | Apollo Stadium                       |
| 17 avril 1976                 | Sydney                 | Australie      | Hordern Pavilion                     |
| 18 avril 1976                 | Sydney                 | Australie      | Hordern Pavilion                     |
| 19 April 1976                 | Melbourne              | Australie      | Festival Hall                        |
| 20 avril 1976                 | Melbourne              | Australie      | Festival Hall                        |
| 23 avril 1976                 | Brisbane               | Australie      | Festival Hall                        |